# Lijst van Eurocommissarissen voor Interinstitutionele Betrekkingen
De functie van Europees commissaris voor Interinstitutionele Betrekkingen is sinds het aantreden van de commissie-Ortoli (1973) een functie binnen de Europese Commissie. De functie heeft gedurende haar bestaansrecht diverse benamingen gekend. Sinds 2014 wordt de huidige term gebruikt. De functie is verantwoordelijk voor de relaties tussen de Europese Commissie, de Europese Raad en het Europees Parlement.

## Voormalige benamingen
- Relaties met het Parlement (1973-81, 1985-93, 1999-2004)
- Betrekkingen met het parlement (1981-85)
- Betrekkingen met het parlement en de lidstaten (1993-99)
- Institutionele relaties (2004-14)

## Commissarissen
|  | Naam                     | Lidstaat    | Nationale partij | Periode   | Commissies    |
|  | ------------------------ | ----------- | ---------------- | --------- | ------------- |
|  | Carlo Scarascia-Mugnozza | Italië      | Onafhankelijk    | 1973-1977 | Ortoli        |
|  | Richard Burke            | Ierland     | Fine Gael        | 1977-1981 | Jenkins       |
|  | Frans Andriessen         | Nederland   | CDA              | 1981-1985 | Thorn         |
|  | Grigoris Varfis          | Griekenland | PASOK            | 1985-1986 | Delors I      |
|  | Peter Sutherland         | Ierland     | Fine Gael        | 1986-1989 | Delors I      |
|  | Geen functionaris        | -           | -                | 1989-1993 | Delors II     |
|  | João de Deus Pinheiro    | Portugal    | PSD              | 1993-1995 | Delors III    |
|  | Marcelino Oreja          | Spanje      | PP               | 1995-1999 | Santer        |
|  | Loyola de Palacio        | Spanje      | PP               | 1999-2004 | Prodi         |
|  | Margot Wallström         | Zweden      | SSA              | 2004-2010 | Barroso I     |
|  | Maroš Šefčovič           | Slowakije   | SMER             | 2010-2014 | Barroso II    |
|  | Frans Timmermans         | Nederland   | PVDA             | 2014-     | Juncker       |
|  | Maroš Šefčovič           | Slowakije   | Smer-SD          | 2019-     | Von der Leyen |